# Amt Lauenburgische Seen
La comunità amministrativa di Lauenburgische Seen (Amt Lauenburgische Seen) si trova nel circondario del ducato di Lauenburg nello Schleswig-Holstein, in Germania.

## Suddivisione
Comprende 25 comuni:
| 1. Albsfelde (74) 2. Bäk (891) 3. Brunsmark (149) 4. Buchholz (236) 5. Einhaus (424) 6. Fredeburg (45) 7. Giesensdorf (157) 8. Groß Disnack (83) 9. Groß Grönau (3 824) | 1. Groß Sarau (1 027) 2. Harmsdorf (312) 3. Hollenbek (451) 4. Horst (231) 5. Kittlitz (279) 6. Klein Zecher (238) 7. Kulpin (199) 8. Mechow (133) 9. Mustin (703) | 1. Pogeez (474) 2. Römnitz (48) 3. Salem (629) 4. Schmilau (554) 5. Seedorf (525) 6. Sterley (920) 7. Ziethen (1 115) |

Il capoluogo è Ratzeburg, esterna al territorio della comunità amministrativa.
(Tra parentesi i dati della popolazione al 31 dicembre 2021)